# جيم كونينغهام (لاعب كرة قدم أمريكية)
جيم كونينغهام (بالإنجليزية: Jim Cunningham)‏ هو لاعب كرة قدم أمريكية أمريكي، ولد في 11 مارس 1939 في كونيلسفيل في الولايات المتحدة.

## وصلات خارجية
- جيم كونينغهام على موقع مرجع كرة القدم المحترفة.كوم (الإنجليزية)